# Jambol
Jambol (bolgarsko Ямбол) je glavno mesto istoimenske oblasti v jugovzhodni Bolgariji.
Leta 2011 je mesto imelo 74.132 prebivalcev.